# Hodňov (przystanek kolejowy)
Hodňov – przystanek kolejowy w miejscowości Hodňov, w kraju południowoczeskim, w Czechach. Położony jest na linii kolejowej Czeskie Budziejowice – Černý Kříž. Znajduje się na wysokości 740 m n.p.m..  
Na przystanku nie ma możliwości zakupu biletów, a obsługa podróżnych odbywa się w pociągu.

## Galeria

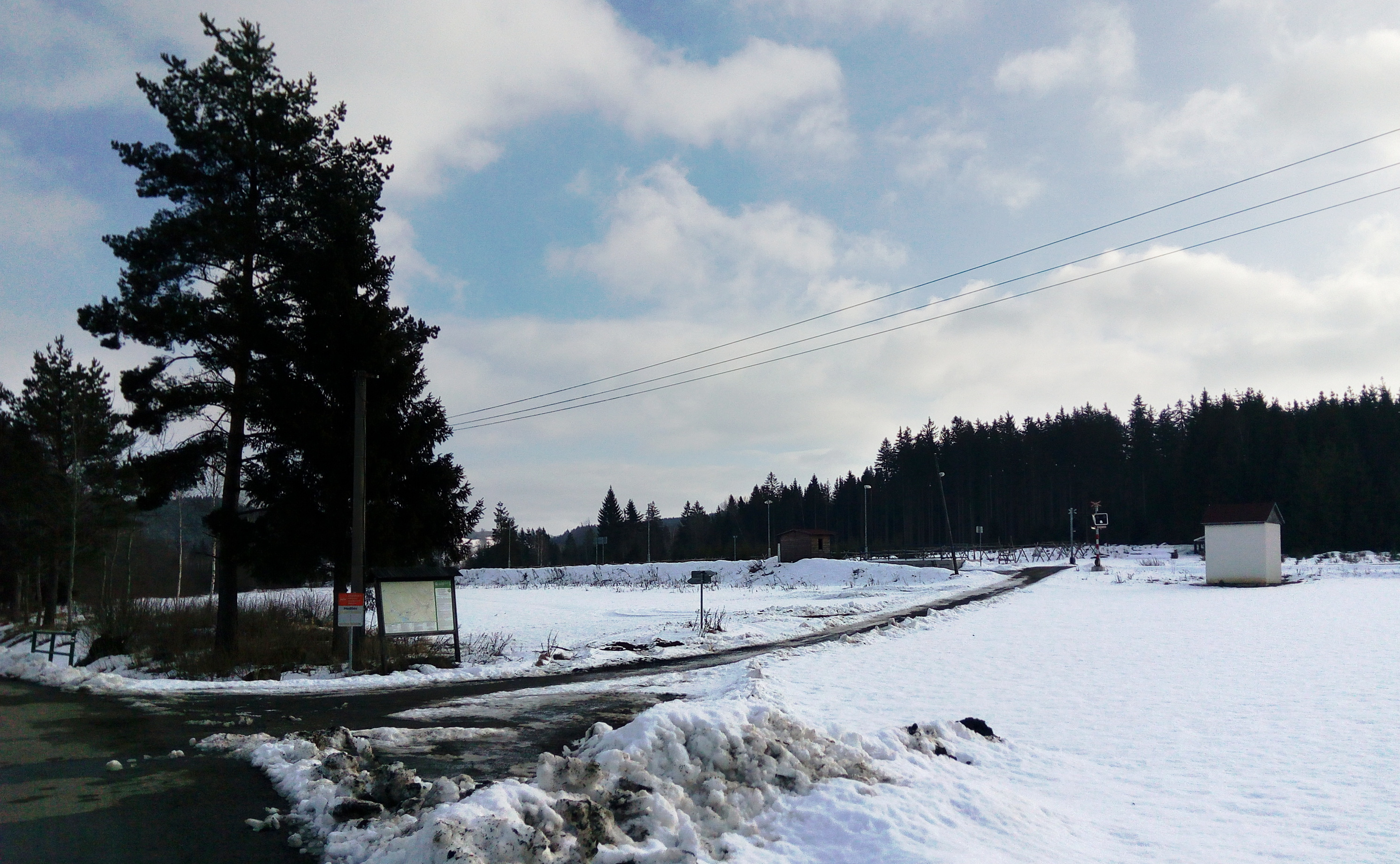
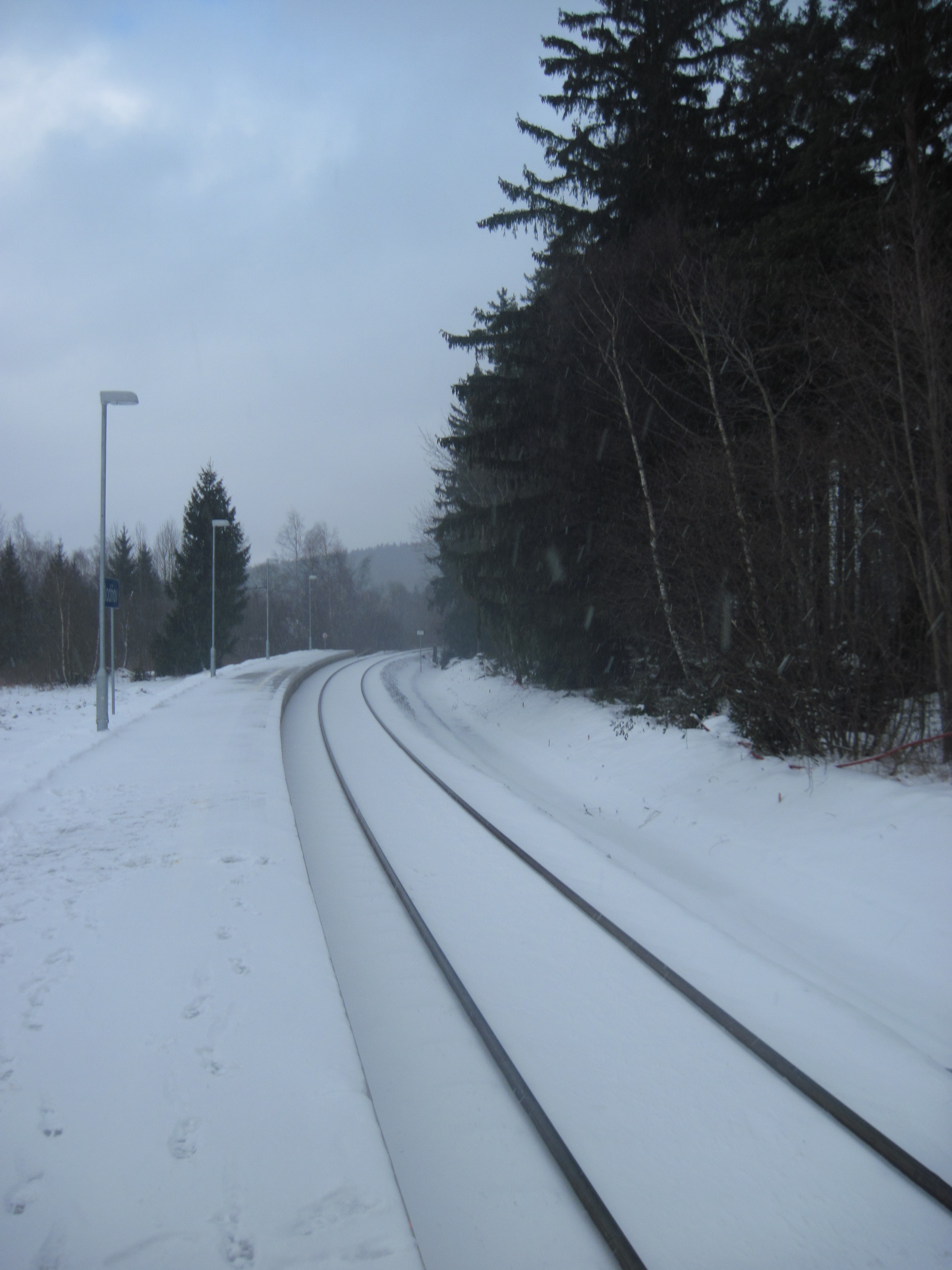

## Linie kolejowe
- 194 České Budějovice - Černý Kříž